# 工人斗争 (比利时)
工人斗争（法語：Lutte ouvrière）是比利时的一个托洛茨基主义组织。该组织的意识形态是共产主义、马克思主义、列宁主义、托洛茨基主义、女性主义。该组织的政治立场是极左翼。该组织的总部位于让布。该组织出版一份法语月刊和一份荷兰语月刊，都命名为《工人之声》。该组织是国际共产主义联盟的附属组织。